# Garry Herbert
Garry Gerard Paul Herbert (Londen, 3 oktober 1969) is een voormalig Brits stuurman bij het roeien. Herbert debuteerde tijdens de wereldkampioenschappen roeien 1991 als stuurman van de acht en won de bronzen medaille. Een jaar later maakte hij zijn opwachting op de Olympische Zomerspelen 1992 en won toen met de gebroeders Gregory en Jonathan Searle als bemanning de gouden medaille. Tijdens deze spelen was het de laatste keer dat de twee-met-stuurman en de vier-met-stuurman op het Olympische programma stonden. Een jaar later won Herbert wederom met de gebroeders Searle de wereldtitel in de twee-met-stuurman tijdens de wereldkampioenschappen roeien 1993. Vanaf de wereldkampioenschappen roeien 1994 kwam Herbert uit als stuurman in de acht, de acht was nog de enige onderdeel waar Herbert als stuurman kon deelnemen aan de Olympische spelen. Tijdens de Olympische Zomerspelen 1996 sloot Herbert zijn carrière af als stuurman van de acht en behaalde de achtste plaats.

## Resultaten
- Wereldkampioenschappen roeien 1991 in Wenen  in de acht
- Olympische Zomerspelen 1992 in Barcelona  in de twee-met-stuurman
- Wereldkampioenschappen roeien 1993 in Račice  in de twee-met-stuurman
- Wereldkampioenschappen roeien 1994 in Indianapolis 8e in de acht
- Wereldkampioenschappen roeien 1995 in Tampere 6e in de acht
- Olympische Zomerspelen 1996 in Atlanta 8e in de acht

1900: François Brandt & Roelof Klein ·
1920: Ercole Olgeni & Giovanni Scatturin & Guido de Filip ·
1924: Édouard Candeveau & Alfred Felber & Émile Lachapelle ·
1928: Hans Schöchlin & Karl Schöchlin & Hans Bourquin ·
1932: Joseph Schauers & Charles Kieffer & Edward Jennings ·
1936: Gerhard Gustmann & Herbert Adamski & Dieter Arend ·
1948: Finn Pedersen & Tage Henriksen & Carl Ebbe Andersen ·
1952: Raymond Salles & Gaston Mercier & Bernard Malivoire ·
1956: Arthur Ayrault & Conn Findlay & Armin Kurt Seiffert ·
1960: Bernhard Knubel & Heinz Renneberg & Klaus Zerta ·
1964: Edward Ferry & Conn Findlay & Henry Kent Mitchell ·
1968: Primo Baran & Renzo Sambo & Bruno Cipolla ·
1972: Wolfgang Gunkel & Jörg Lucke & Klaus-Dieter Neubert ·
1976: Harald Jährling & Friedrich-Wilhelm Ulrich & Georg Spohr ·
1980: Harald Jährling & Friedrich-Wilhelm Ulrich & Georg Spohr ·
1984: Carmine Abbagnale & Giuseppe Abbagnale & Giuseppe Di Capua ·
1988: Carmine Abbagnale & Giuseppe Abbagnale & Giuseppe Di Capua ·
1992: Jonathan Searle & Gregory Searle & Garry Herbert